# Hawker Siddeley Nimrod
O avião de ataque naval Hawker-Siddeley Nimrod foi um jato da marinha britânica que saiu de serviço em 28 de junho de 2011. Foi um jato derivado do antigo caça tripulado Hawker Nimrod.

## Versões do jato Nimrod

### Nimrod MR1
Uma das versões de jato de ataque naval Nimrod. Aposentado.

### Nimrod R1
Outra versão de jato de ataque naval Nimrod. Aposentado.

### Nimrod MR2
Mais uma versão de ataque naval do jato Nimrod. Também aposentado.

## Variantes

### Nimrod AEW.3
Versão do jato Nimrod criada com a missão de alerta aéreo pela British Aerospace. Retirado de serviço em 1986.

### Nimrod MRA.4
Versão do jato Nimrod também criada com a missão padrão - ataque naval. Projecto cancelado e aeronaves transformadas em sucata.

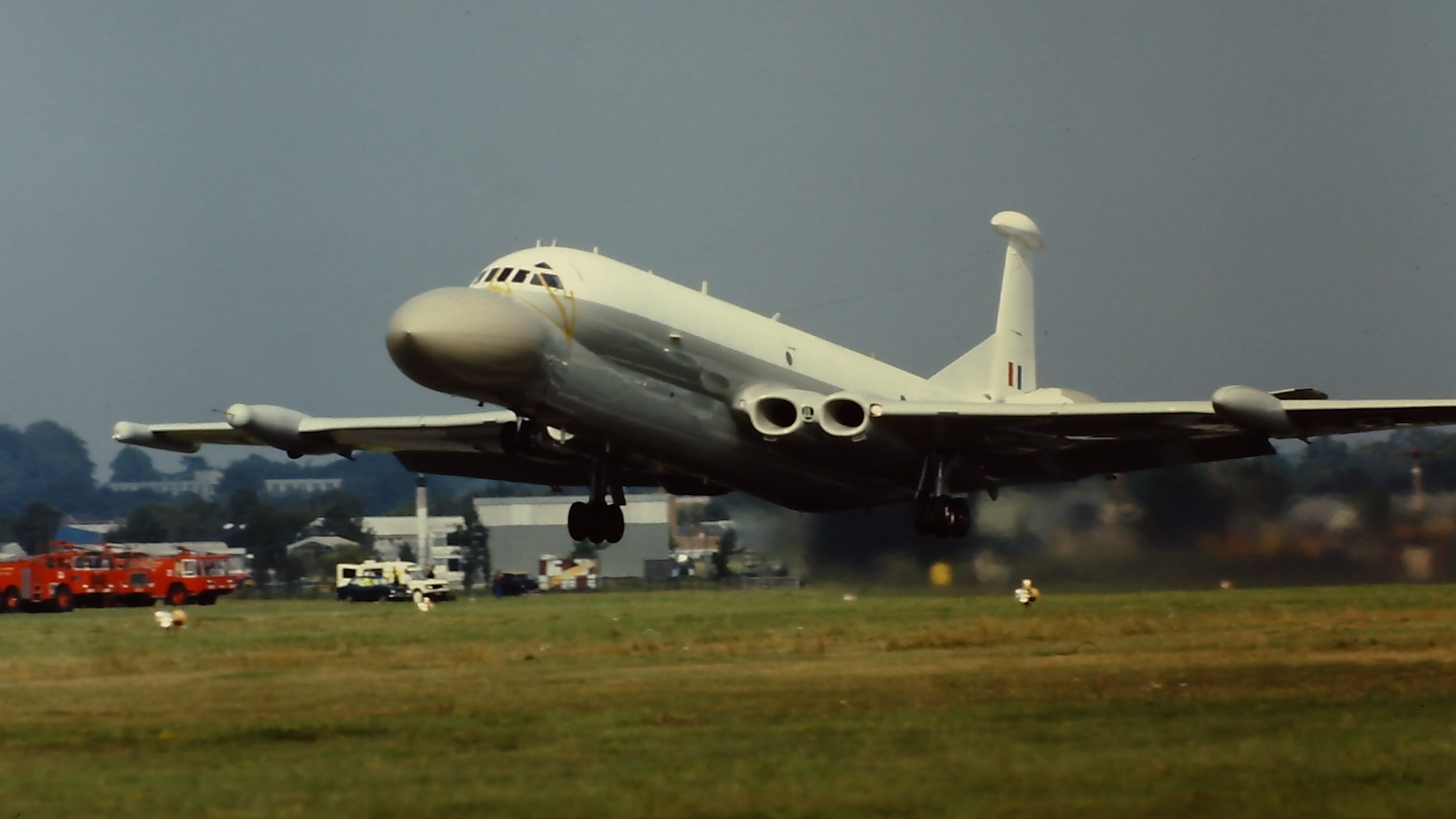
O British Aerospace Nimrod AEW3.
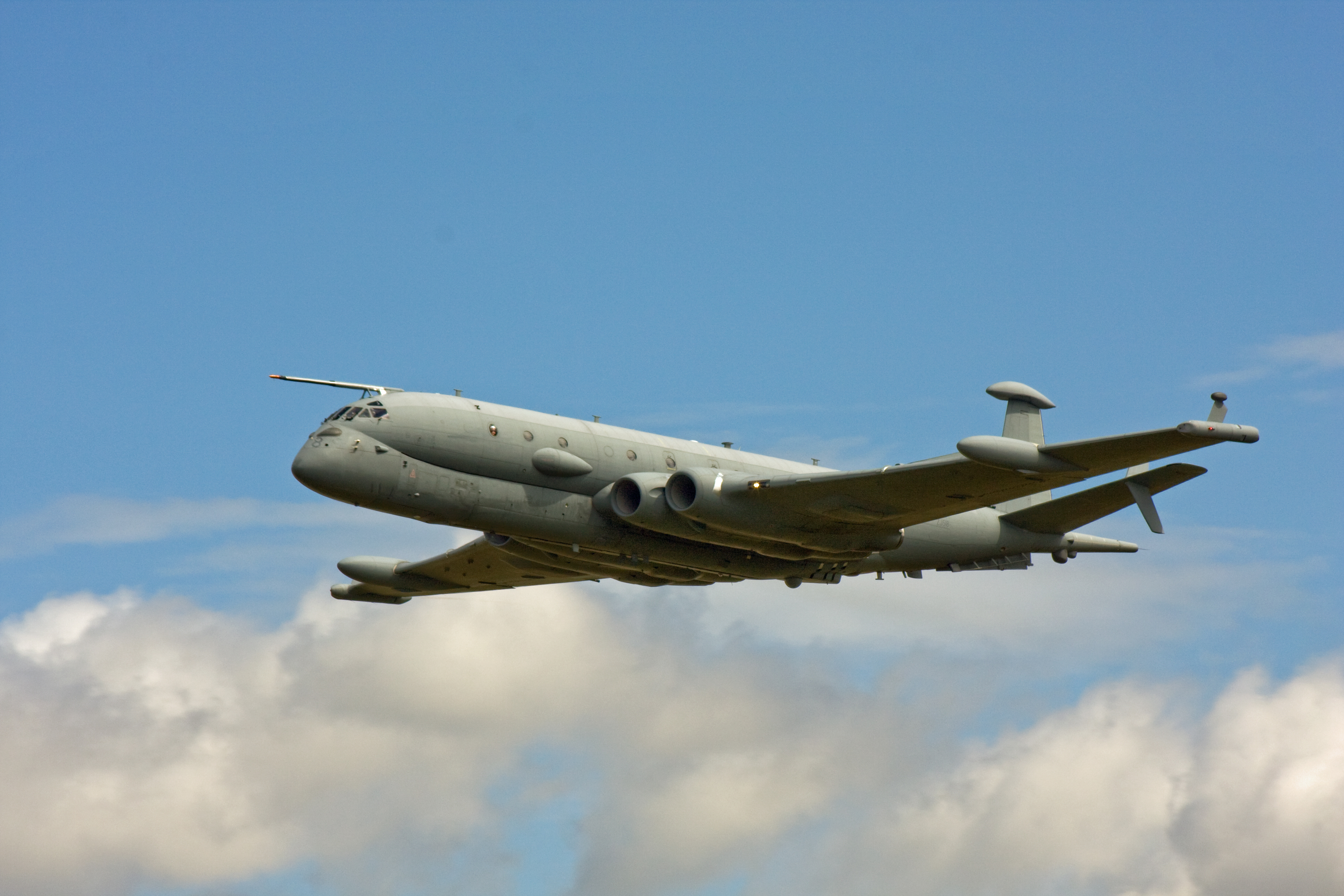
O BAE Systems Nimrod MRA4.